# Brachiaria
Brachiaria là một chi thực vật có hoa trong họ Hòa thảo (Poaceae).

## Loài
Chi Brachiaria gồm các loài: